# Улица Сыле
У́лица Сы́ле (эст. Sõle), в 1968–1990 годах — бульва́р Карла Маркса (эст. Karl Marxi puiestee) — улица в Таллине, столице Эстонии. Одна из главных магистралей района Пыхья-Таллинн.

## География
Проходит в микрорайонах Пелгулинн, Пелгуранна и Ситси района Пыхья-Таллинн. Пролегает от Палдиского шоссе на северо-запад до улицы Копли (бывшей улицы М. Калинина). Пересекается с улицами Эдала, Хярьяпеа, Ванику, бульваром Колде, улицами Майзи, Ауна, Каэра, Эхте, Мануфактуури, Пухангу, Ситси, Кари, Кетрая, Нийди пыйк, Лыйме и Кангру.
Протяжённость — 2934 м.

## История
Название улицы утверждено таллинской горуправой 27 августа 1930 года. 17 мая 1968 года улица Сыле была объединена с улицей Степана Макарова и переименована в бульвар Карла Маркса в ознаменование 150-летия со дня рождения Карла Маркса. 3 августа 1990 года было восстановлено первоначальное название улицы.

## Застройка
Самая ранняя по времени застройка расположена на конечном отрезке улицы. Трёхэтажные жилые дома в стиле сталинской архитектуры (65, 69, 76, 77, 79 и др.) были построены в конце 1950-х — начале 1960-х годов. В начале улицы, на её левой стороне, строительство велось с начала 1960-х до конца 1970-х годов, здесь в основном возведены пятиэтажные панельные жилые дома серии 111-121 (дома 3, 5, 7, 9, 11, 17 и др.).

## Учреждения и предприятия

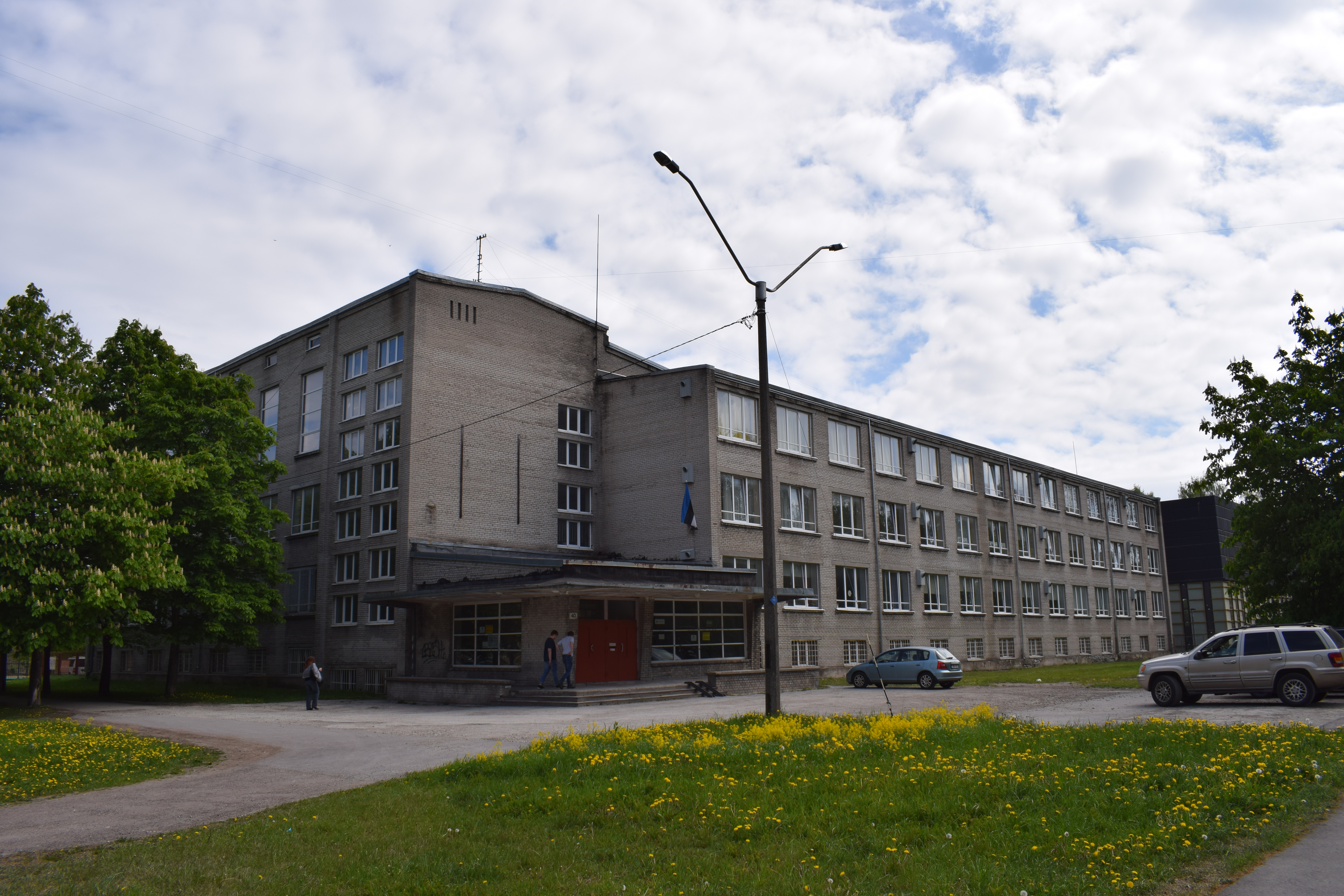
Дом 40, школа Хилариузе

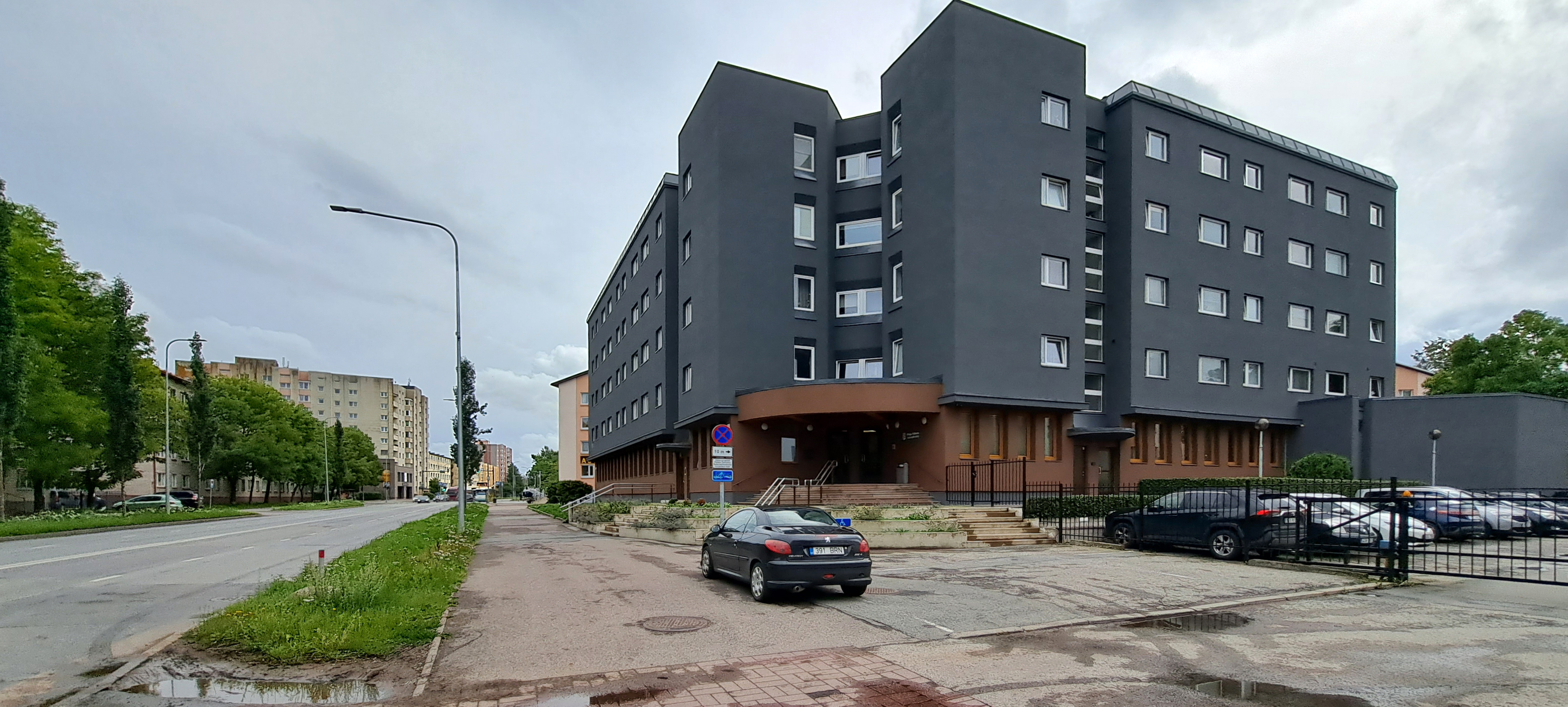
Дом 61а, Социальный центр Сыле

- Sõle 14 — офис компании «Telia». Пятиэтажное здание построено в 1975 году; в советское время в нём работала Таллинская станция междугородних переговоров, затем располагался офис фирмы «Eesti Telefon» (позднее под названием «Elion»);
- Sõle 16 — Пелгулиннаский центр здоровья, ранее Пелгулиннаская больница. Здание построено в 1955 году;
- Sõle 23 — Пелгулиннаский родильный дом и женская консультация. Здание построено в 1970 году, архитектор Калью Лутс (Kalju Luts);
- Sõle 23a — Департамент технического надзора, 1982;

- Sõle 25a/1 — ресторан быстрого питания «Hesburger»;
- Sõle 27 — магазин торговой сети «Rimi»;
- Sõle 31 — супермаркет торговой сети «Selver», в советское время — магазин «Minsk»;
- Sõle 39 — Таллинский детский сад «Пяйкене» («Päikene»);
- Sõle 40 — школа Хилариузе[эст.], работающая по системе Вальдорфской педагогики; ранее — основная школа Сыле;
- Sõle 40a — спортивный центр Сыле;
- Sõle 42 — супермаркет торговой сети «Maxima»;
- Sõle 47b — библиотека Сыле;
- Sõle 51 — супермаркет торговой сети «Selver»; построен в 2005 на месте снесённого здания пивного ресторана «Саку» (архитектор Криста Кару (Krista Karu), 1980 год);
- Sõle 61a — Пыхья-Таллиннский социальный центр, ранее — бюро Департамента гражданства и миграции;
- Sõle 63 — Пыхья-Таллиннский центр здоровья, в советское время — Коплиская поликлиника[4][5].

## Общественный транспорт
По улице проходят маршруты городских автобусов № 26, 26А, 32, 33, 35, 40, 66 и 72.

Улица Сыле
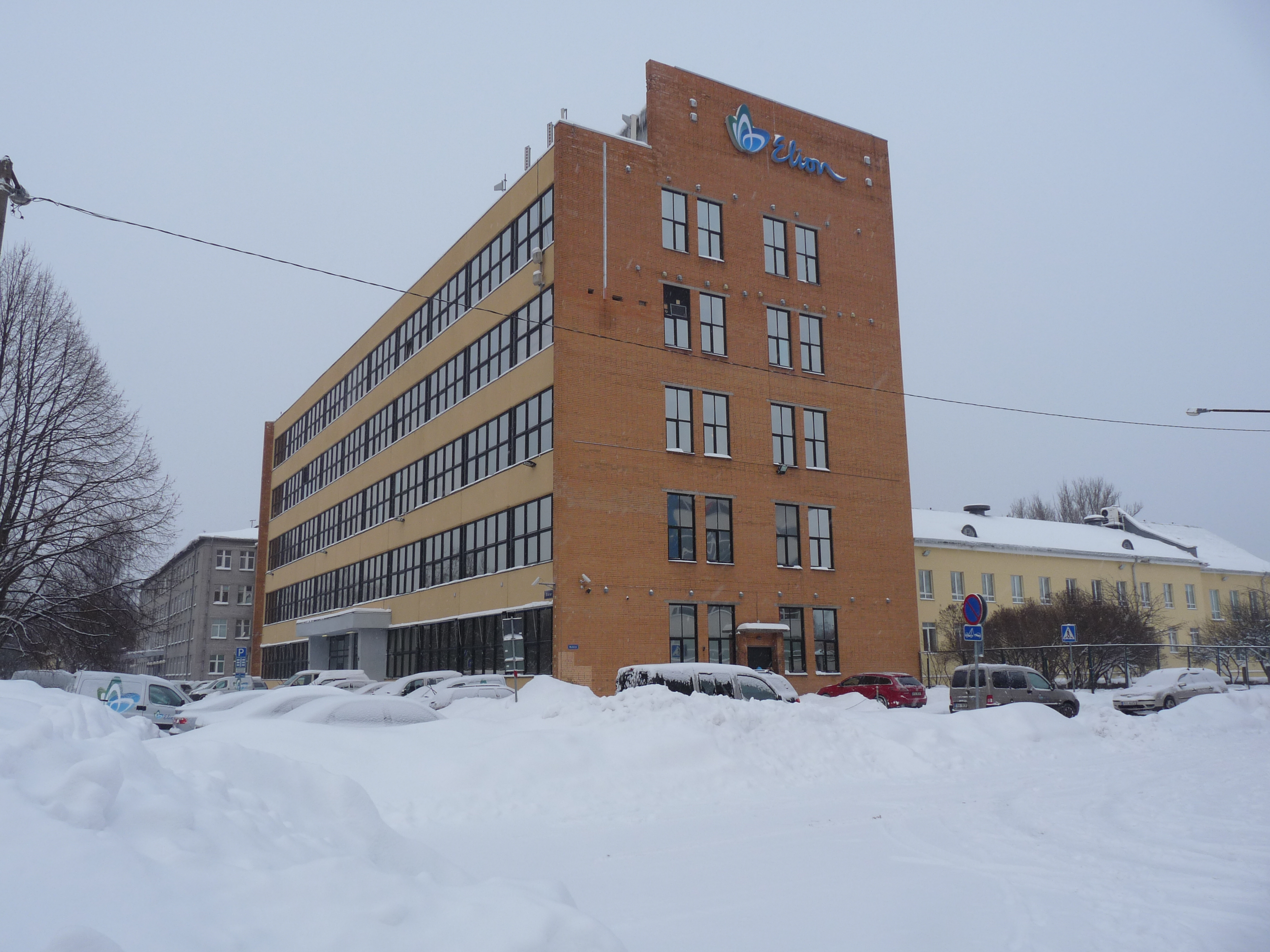
Дом 14, офис компании «Telia»
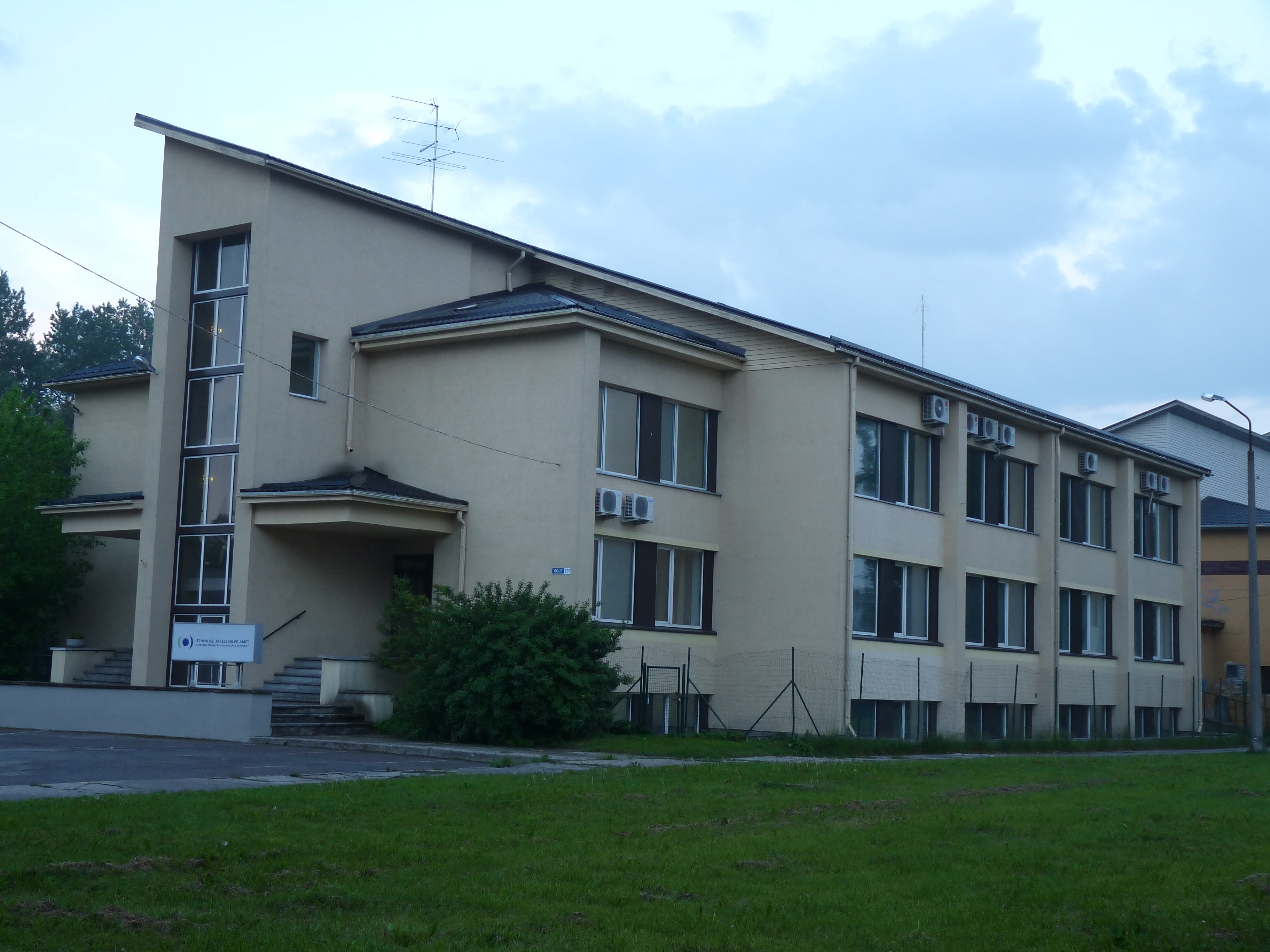
Дом 23A, Департамент технического надзора
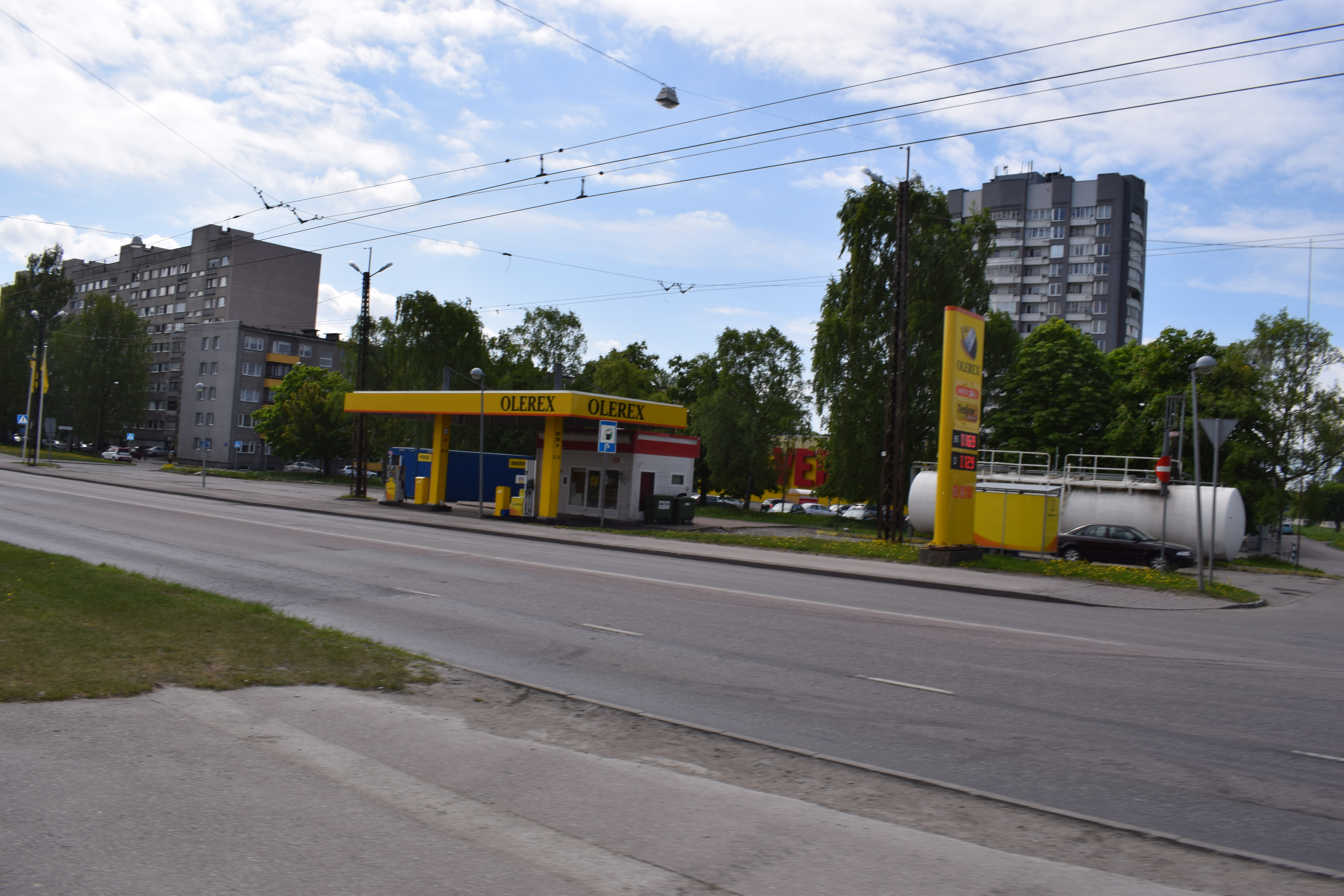
Дом 47 (крайний слева), супермаркет «Pelgulinna Selver» и автозаправка «Olerex»[эст.]
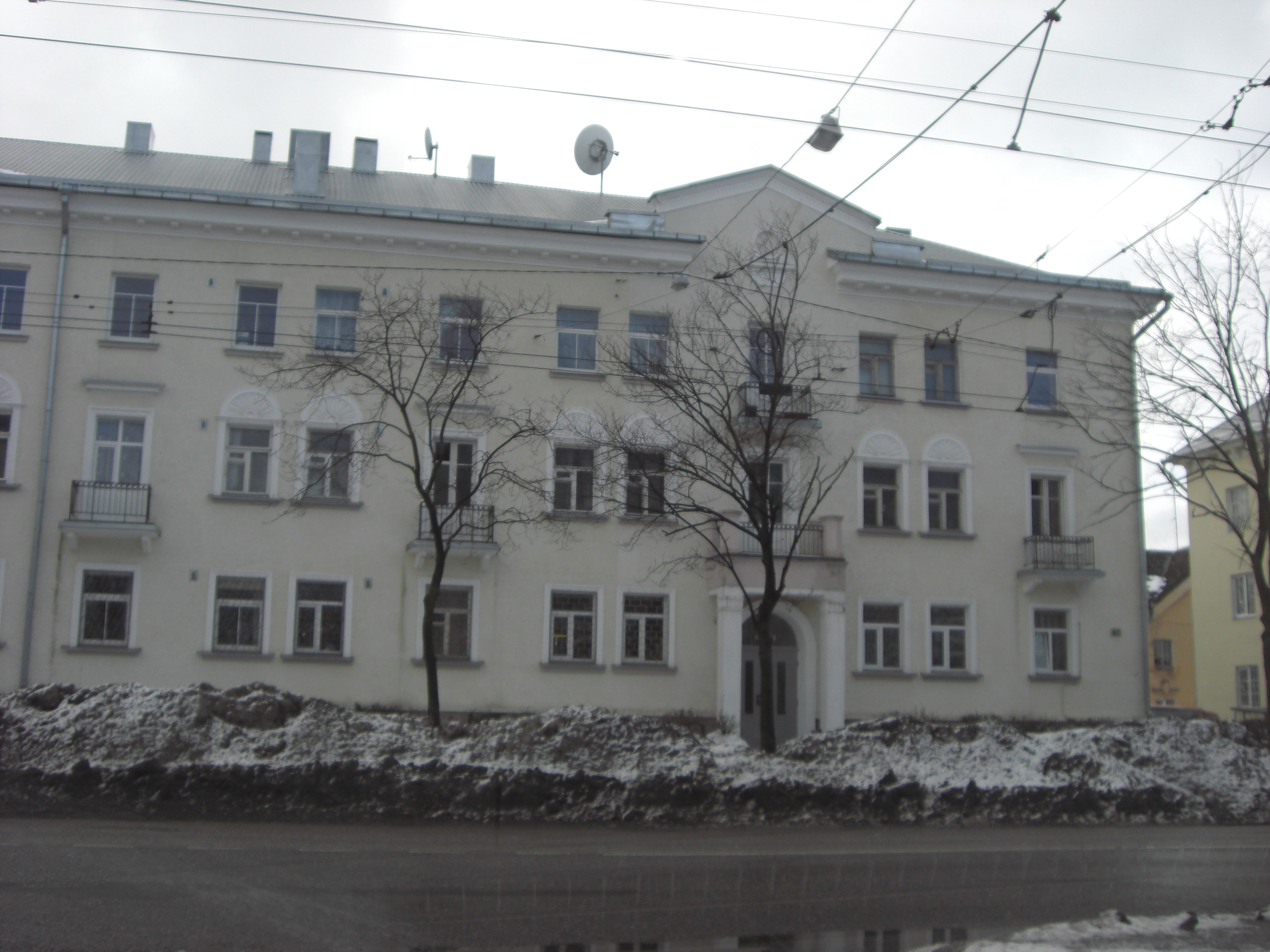
Дом 65
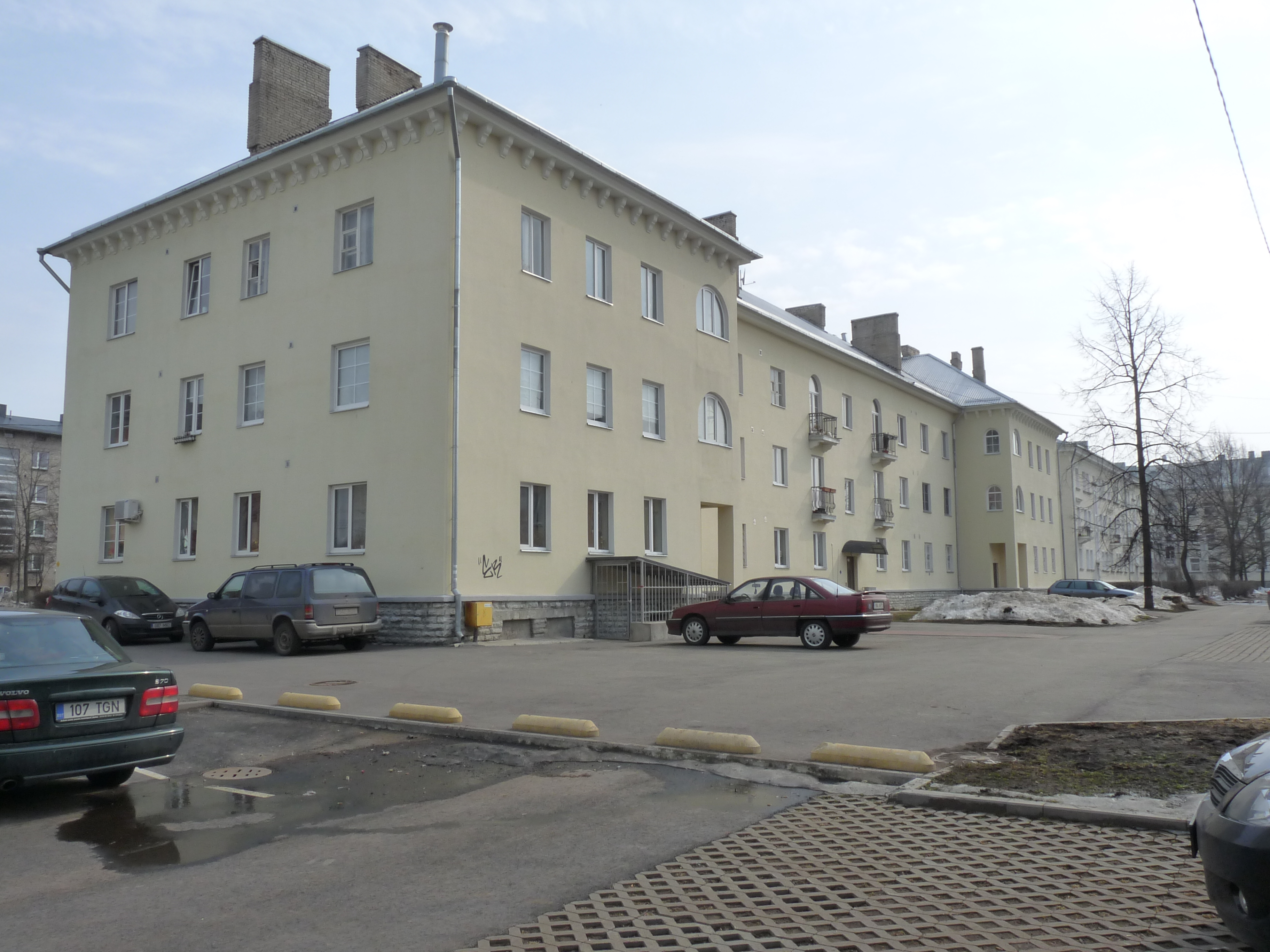
Дом 69 (задний фасад), построен в 1961 году
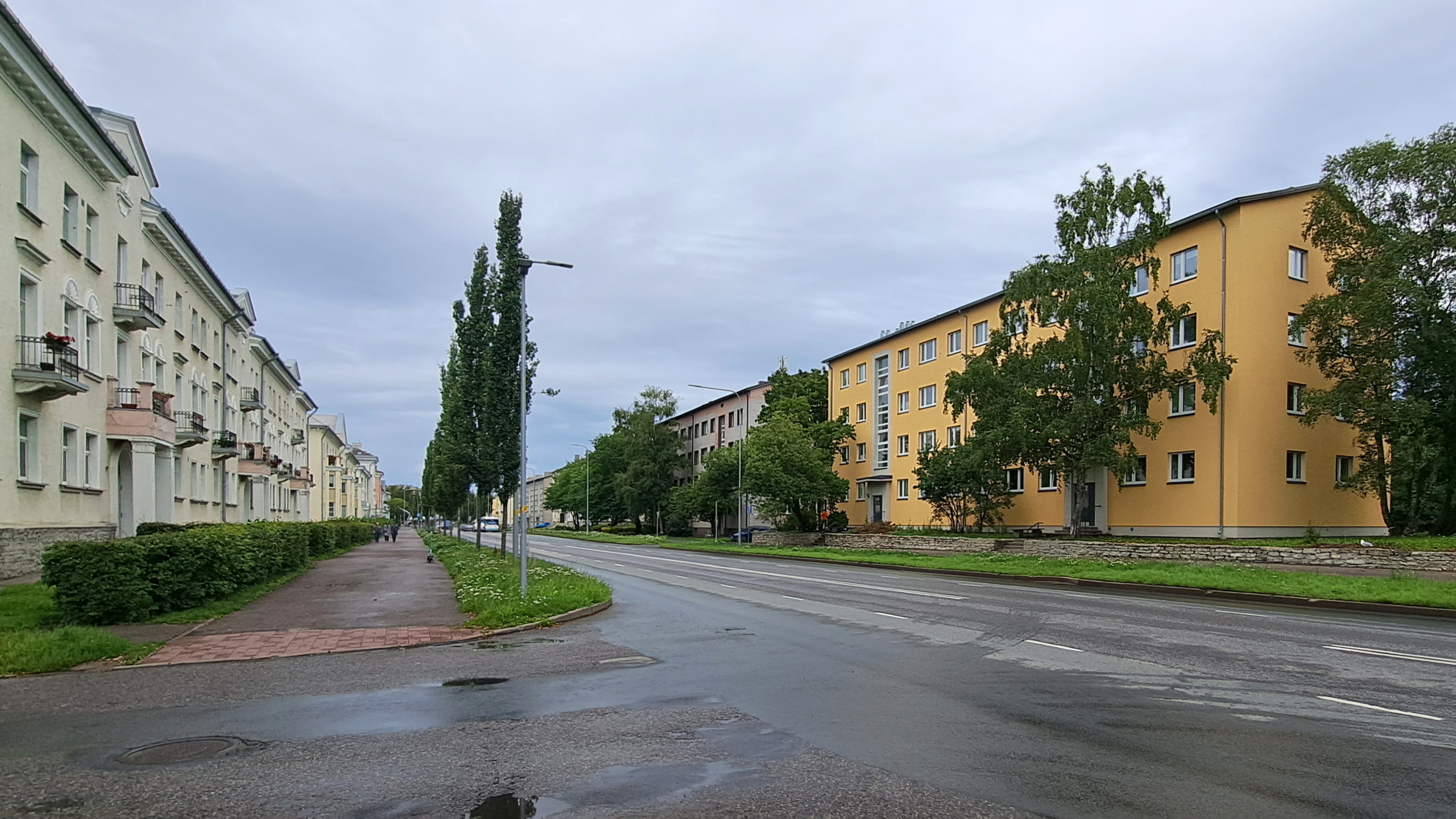
Слева дома 65 и 69, справа — дома 68 и 70
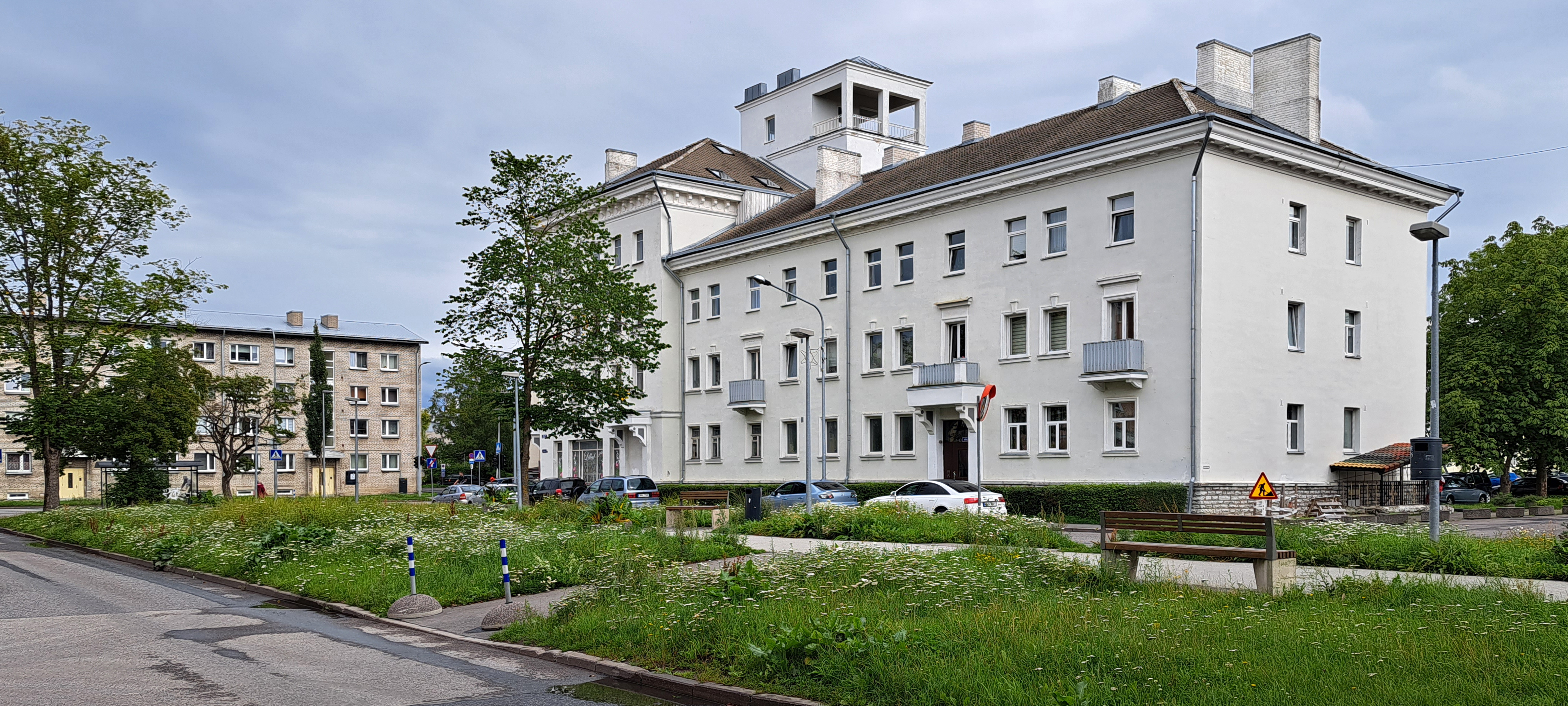
Вид на дома 68 (слева) и 71 с улицы Лыйме
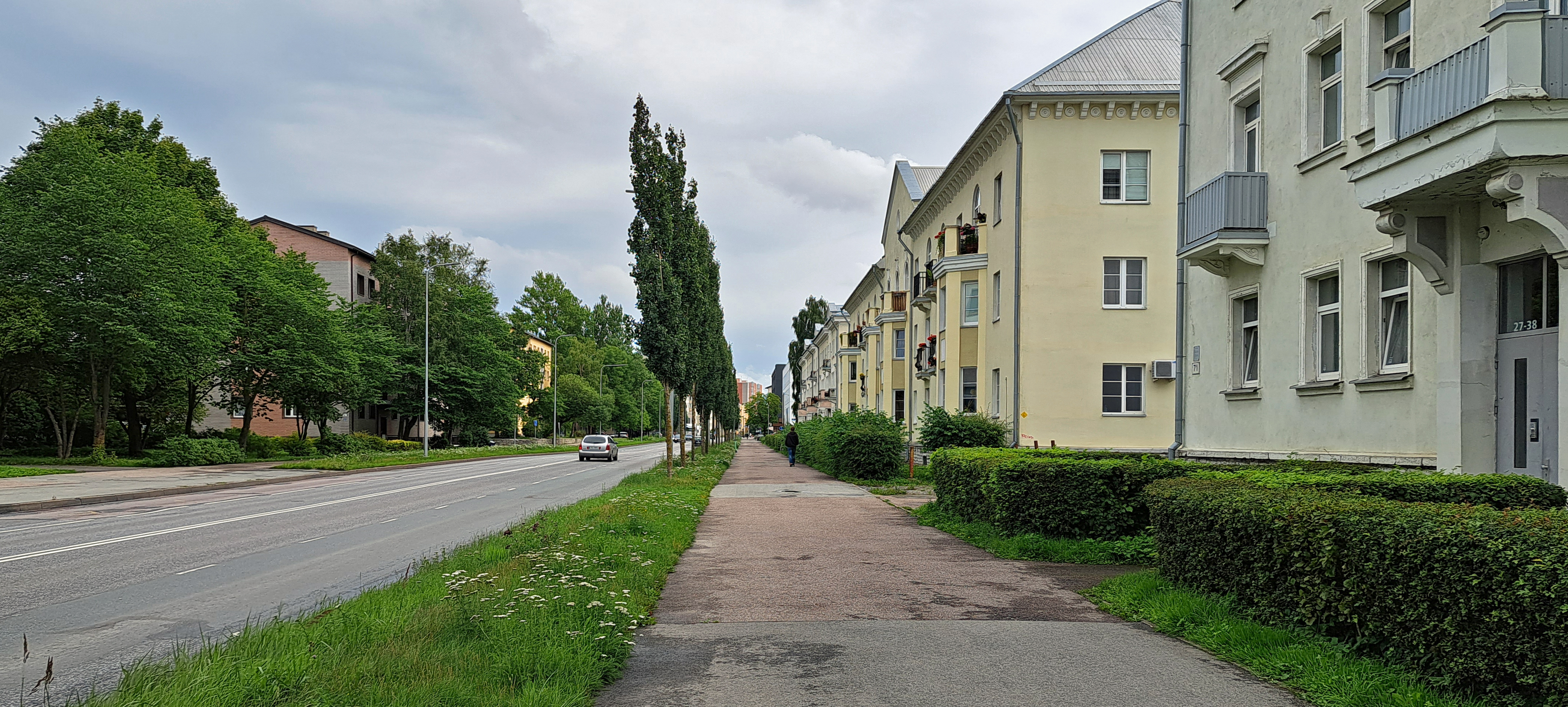
У перекрёстка с улицей Лыйме (справа дома 71 и 69)
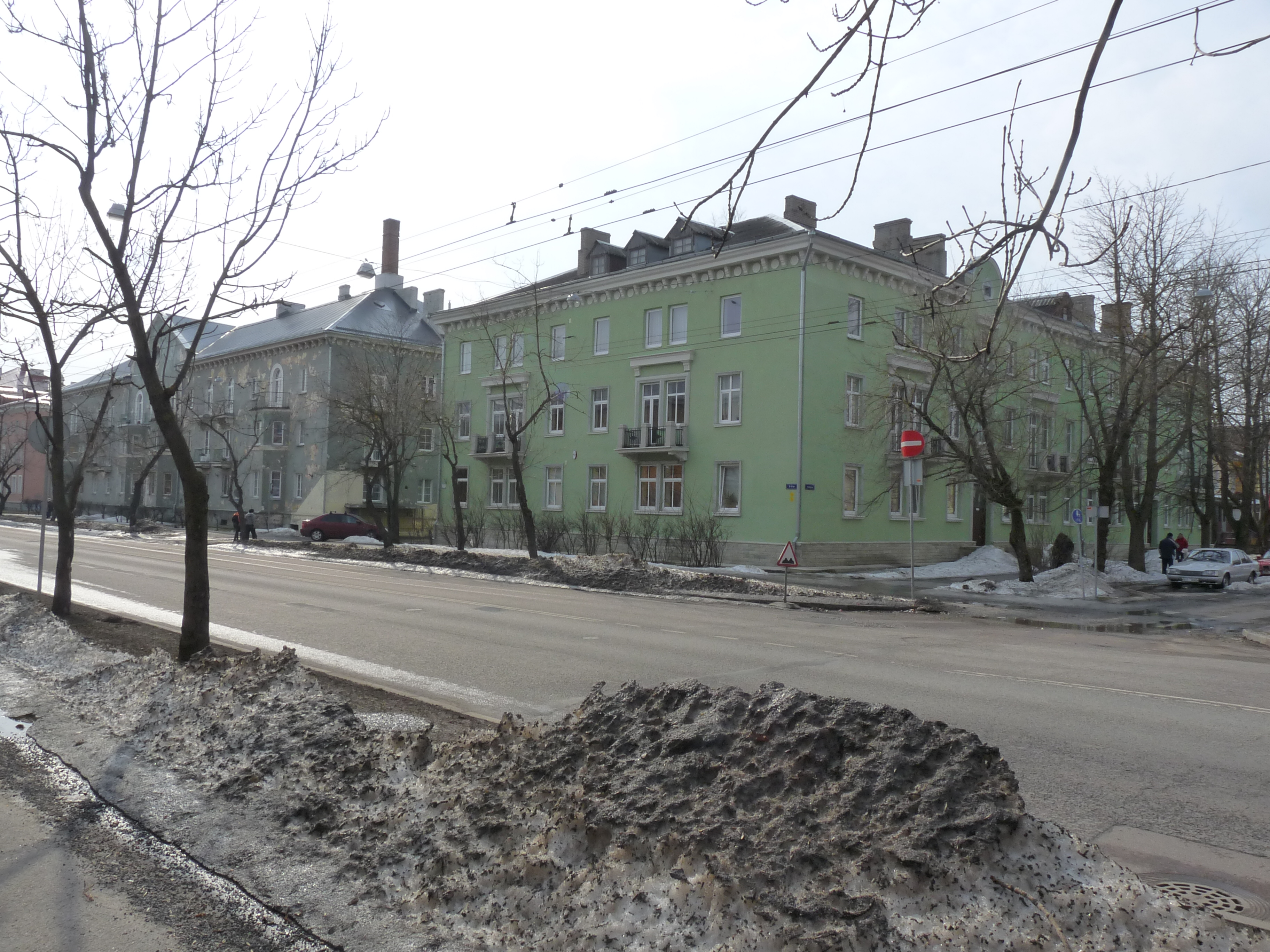
Дома 75 и 77, построены в 1952 году